# Cavendish Square
Cavendish Square – plac w Londynie (Anglia), położony w pobliżu Oxford Circus, gdzie spotykają się dwie główne ulice handlowe - Oxford Street i Regent Street. Zlokalizowany jest na wschodnim krańcu Wigmore Street, który łączy plac z Portman Square.
Plac został utworzony na początku 1717 roku dla 2. Hrabiego Oxfordu Edwarda Harleya, jego projektantem był architekt John Prince. Nazwa została wzięta od nazwiska żony hrabiego Henrietty Cavendish-Holles. Przy Cavendish Square mieszkali znani rezydenci, w tym członkowie rodziny królewskiej: William Cavendish-Scott-Bentinck (książę Portland), James Brydges (książę Chandos), księżniczka Amelia i baroni Lane.
Na jednym z budynków widnieje niebieska tablica, informująca iż mieszkał w nim niegdyś Quintin Hogg, założyciel dzisiejszego Uniwersytetu Westminsterskiego (University of Westminster). Przy Cavendish Square mieszkał również James Paget, jeden z najsłynniejszych chirurgów brytyjskich. 
Plac pojawił się noweli Roberta Louisa Stevensona Doktor Jekyll i pan Hyde, były najlepszy przyjaciel Jekylla Dr Lanyon mieszkał przy Cavendish Square.